# Grijpskerk vasútállomás
Grijpskerk vasútállomás vasútállomás Hollandiában, Zuidhorn községben, Grijpskerk településen.

## Vasútvonalak
Az állomást az alábbi vasútvonalak érintik:
- Harlingen–NieuweSchans-vasútvonal

## Kapcsolódó állomások
A vasútállomáshoz az alábbi állomások vannak a legközelebb:
- Buitenpost vasútállomás
- Zuidhorn vasútállomás